# Ryder Cup 2010

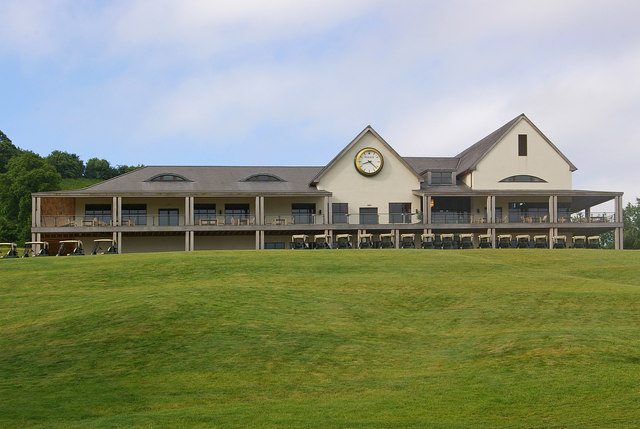
Clubhuis voor Twenty Ten

De Ryder Cup 2010 werd van 1 tot en met 4 oktober op de Twenty Tenbaan van The Celtic Manor Resort in Zuid-Wales gespeeld. Oorspronkelijk was de wedstrijd gepland op 1,2 en 3 oktober maar door het slechte weer, waardoor op de eerste dag lange tijd niet gespeeld kon worden, moest de wedstrijd op maandag 4 oktober afgerond worden, en moest het spelschema aangepast worden.
Het was de 38e editie van het golftoernooi waar een team uit de Verenigde Staten tegen een team uit Europa speelt. De formule is matchplay. Het toernooi eindigde in een overwinning voor het Europese team met 14,5 punten tegen 13,5 punten voor het Amerikaanse team.
Het was de eerste keer dat de Ryder Cup in Wales werd gespeeld. De Twenty Ten werd speciaal voor dit evenement aangelegd.

## Terugblik
Sinds de "continentale" spelers ook in het Europese team mogen spelen (1979) is de Cup 15 keer gespeeld, zeven keer gewonnen door Europa, zeven keer door de Verenigde Staten en één keer gelijk gespeeld. Er hebben in die periode 65 verschillende Europese spelers meegedaan, waarvan Bernhard Langer, Nick Faldo, Colin Montgomerie en het legendarische koppel Severiano Ballesteros en José María Olazabal de bekendste zijn.

## De teams

### Europees team
Captain Colin Montgomerie speelde zelf acht keer in de Ryder Cup. Hij maakte op zondag 29 augustus de lijst bekend.
1. Lee Westwood
2. Rory McIlroy
3. Martin Kaymer
4. Graeme McDowell
5. Ian Poulter
6. Ross Fisher
7. Francesco Molinari
8. Peter Hanson
9. Miguel Angel Jimenez
10. Edoardo Molinari
11. Luke Donald
12. Pádraig Harrington

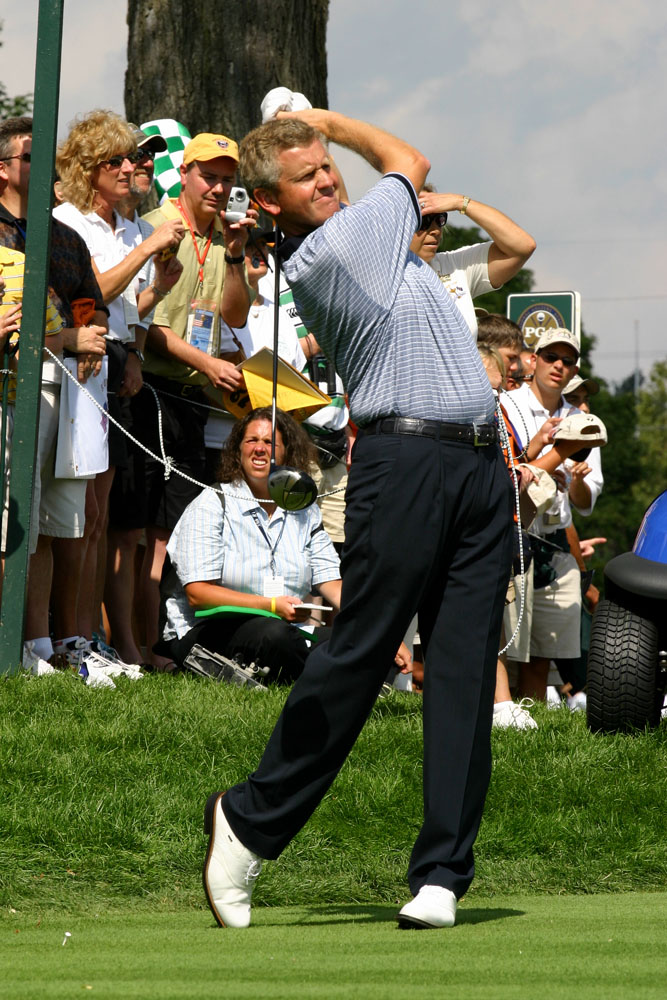
Captain Colin Montgomerie

Vice-captains zijn Thomas Bjørn, Darren Clarke, Sergio Garcia en Paul McGinley.

N.B. Ross McGowan heeft een schouderblessure en kan niet meespelen. Dit werd eind augustus in Schotland bekendgemaakt.

### Amerikaans team
In de Verenigde Staten verzamelen de spelers punten. De top 8 van die puntenlijst kwalificeren zich voor het team. De andere vier spelers worden door de captain uitgezocht. Captain Corey Pavin maakte de lijst definitief bekend op dinsdag 7 september te New York:
1. Phil Mickelson
2. Hunter Mahan
3. Bubba Watson
4. Jim Furyk
5. Steve Stricker
6. Dustin Johnson
7. Jeff Overton
8. Matt Kuchar
9. Zach Johnson
10. Tiger Woods
11. Stewart Cink
12. Rickie Fowler

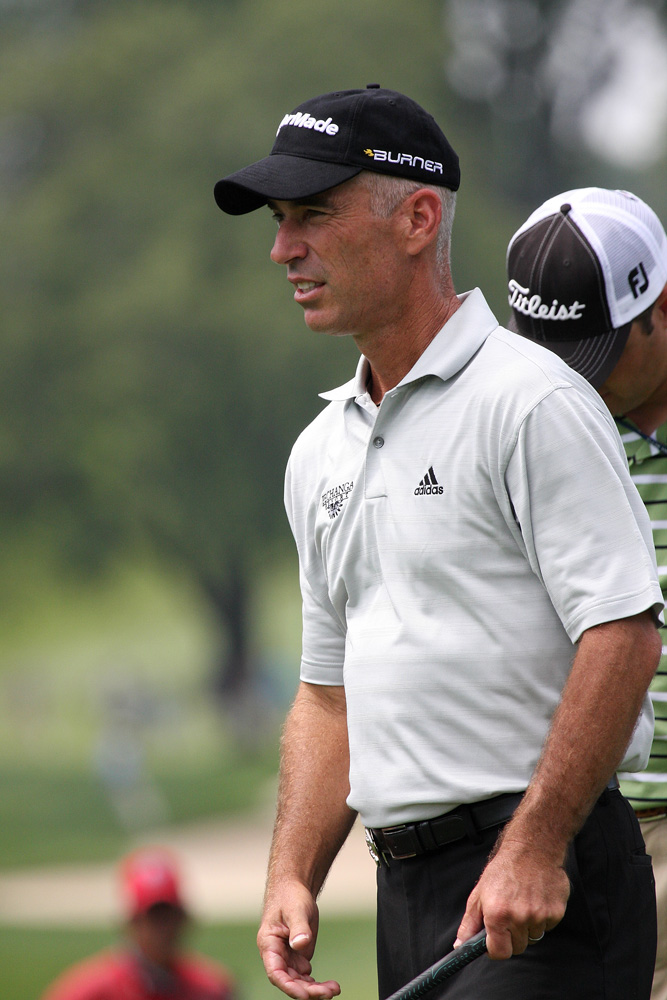
Captain Corey Pavin

Van het Europese team waren Lee Westwood (5x), Pádraig Harrington (5x), Miguel Ángel Jiménez (4x), Graeme McDowell (2x), Ian Poulter (2x), Luke Donald (2x), Pádraig Harrington (1x) de ervaren Ryder Cupspelers. De gebroeders Francesco en Edoardo Molinari waren nieuw maar vormden een ijzersterk duo dat in 2009 de World Cup won. Peter Hanson, Rory McIlroy en Martin Kaymer waren ook World Cup spelers. 
De Ryder Cupervaring van het Amerikaanse team is anders samengesteld. De geroutineerde spelers waren Phil Mickelson (7x), Jim Furyk, (6x) Tiger Woods (5x), Stewart Cink (4x), Steve Stricker (1x), Zach Johnson (1x) en Hunter Mahan (1x). Nieuw waren Rickie Fowler, Matt Kuchar, Jeff Overton, Dustin Johnson en Bubba Watson.
Europa had de oudste speler, Miguel Ángel Jiménez (46), en de jongste speler, Rory McIlroy (21), in het team. De gemiddelde leeftijd van het Amerikaanse team was iets hoger.

## Spelschema
Het oorspronkelijk schema bestond uit vijf sessies, als volgt:
1. Vrijdagvoormiddag: vier fourballs (matchen tussen twee teams van twee spelers; beide spelers van een team spelen met hun eigen bal de hele hole, maar alleen de beste score telt).
2. Vrijdagnamiddag: vier foursomes (ook tussen teams van twee spelers, maar nu spelen beide spelers van een team samen met één bal, die ze beurtelings slaan).
3. Zaterdagvoormiddag: vier fourballs
4. Zaterdagnamiddag: vier foursomes
5. Zondag: 12 singles matchen.

Op de eerste dag werd de wedstrijd lang stilgelegd vanwege hevige regen. Men paste het speelschema aan om nog op zondag rond te komen, maar dat lukte niet en de wedstrijd kon pas op maandag afgewerkt worden. Het uiteindelijke schema bestond uit vier sessies:
- Sessie 1 (vrijdag en zaterdag): 4 fourballs
- Sessie 2 (zaterdag): 6 foursomes
- Sessie 3 (zaterdag en zondag): 2 foursomes en 4 fourballs
- Sessie 4 (maandag): 12 singles

## Wedstrijdverloop

### Sessie 1
Fourballs (vrijdag, maar voltooid op zaterdag)
| Vlag van Europa   | Uitslag               | Vlag van Verenigde Staten |
| ----------------- | --------------------- | ------------------------- |
| Westwood/Kaymer   | winnen 3 & 2          | Mickelson/D.Johnson       |
| McIlroy/McDowell  | Gelijk                | Cink/Kuchar               |
| Poulter/Fisher    | winnen 2 up           | Stricker/Woods            |
| Donald/Harrington | winnen 3 & 2          | Watson/Overton            |
| 1½                | Uitslag van de sessie | 2½                        |
| 1½                | Tussenstand           | 2½                        |

### Sessie 2
Foursomes (zaterdag)
| Vlag van Europa   | Uitslagen             | Vlag van Verenigde Staten |
| ----------------- | --------------------- | ------------------------- |
| Jiménez/Hanson    | winnen 4 & 3          | Woods/Stricker            |
| Molinari/Molinari | winnen 2 up           | Z.Johnson/Mahan           |
| Westwood/Kaymer   | Gelijk                | Furyk/Fowler              |
| Harrington/Fisher | winnen 3 & 2          | Mickelson/D.Johnson       |
| Poulter/Donald    | winnen 2 & 1          | Watson/Overton            |
| McDowell/McIlroy  | winnen met 1 hole     | Cink/Kuchar               |
| 2½                | Uitslag van de sessie | 3½                        |
| 4                 | Tussenstand           | 6                         |

### Sessie 3
(zaterdag, op zondag voltooid)
Foursomes
| Vlag van Europa  | Uitslagen    | Vlag van Verenigde Staten |
| ---------------- | ------------ | ------------------------- |
| Donald/Westwood  | winnen 6 & 5 | Stricker/Woods            |
| McDowell/McIlroy | winnen 3 & 1 | Z.Johnson/Mahan           |

Fourballs
| Vlag van Europa   | Uitslagen             | Vlag van Verenigde Staten |
| ----------------- | --------------------- | ------------------------- |
| Harrington/Fisher | winnen 2 & 1          | Furyk/D.Johnson           |
| Hanson/Jiménez    | winnen met 2 holes    | Watson/Overton            |
| Molinari/Molinari | Gelijk                | Cink/Kuchar               |
| Poulter/Kaymer    | winnen 2 & 1          | Mickelson/Fowler          |
| 5½                | Uitslag van de sessie | ½                         |
| 9½                | Tussenstand           | 6½                        |

### Sessie 4
Singles (maandag)
| Vlag van Europa      | Uitslagen             | Vlag van Verenigde Staten |
| -------------------- | --------------------- | ------------------------- |
| Lee Westwood         | wint 2 & 1            | Steve Stricker            |
| Rory McIlroy         | Gelijk                | Stewart Cink              |
| Luke Donald          | wint 1 up             | Jim Furyk                 |
| Martin Kaymer        | wint 6 & 4            | Dustin Johnson            |
| Ian Poulter          | wint 5 & 4            | Matt Kuchar               |
| Ross Fisher          | wint 3 & 2            | Jeff Overton              |
| Miguel Ángel Jiménez | wint 4 & 3            | Bubba Watson              |
| Francesco Molinari   | wint 4 & 3            | Tiger Woods               |
| Edoardo Molinari     | Gelijk                | Rickie Fowler             |
| Peter Hanson         | wint 4 & 2            | Phil Mickelson            |
| Pádraig Harrington   | wint 3 & 2            | Zach Johnson              |
| Graeme McDowell      | wint 3 & 1            | Hunter Mahan              |
| 5                    | Uitslag van de sessie | 7                         |
| 14½                  | Eindstand             | 13½                       |

## Nabeschouwing
De regen maakte er een rommelige week van, maar men was onder de indruk van de inzet van velen, niet alleen baanpersoneel maar ook vrijwilligers en zelfs schoolkinderen, die zich inspanden om de baan weer bespeelbaar te maken.
Het was ook een spannende week waarbij de uitkomst pas op de voorlaatste green bepaald werd. Voordat de laatste sessie begon stond Europa drie punten voor, maar met de singles wonnen de Amerikanen zes partijen en Europa maar vier. Toch was dat net genoeg om de Cup terug te winnen.

## Ryder Cup 2012
De volgende editie van de Ryder Cup vindt plaats in de Verenigde Staten, op de Medinah Country Club nabij Chicago van 25 tot 30 september 2012.